# Jan Wolkers
Jan Hendrik Wolkers (Oegstgeest, 26 d'octubre de 1925 - Westermient, 19 d'octubre de 2007) fou un escriptor, pintor i escultor neerlandès. Wolkers és considerat un dels millors escriptors de la literatura neerlandesa de postguerra.